# Иван Владимирович (князь серпуховский)
Иван Владимирович (1381—1422) — удельный князь серпуховский (1410—1422), старший сын Владимира Андреевича Храброго и княгини Елены Ольгердовны, дочери великого князя Литовского Ольгерда Гедиминовича, правнук Ивана Калиты.

## Биография

Монета удельного Серпуховского княжества отчеканенная при Иване Владимировиче

Родился весной 1381 года. Крестили младенца митрополит Киприан и Сергий Радонежский.
В 1389 году сопровождал отца, который из-за конфликта с севшим на великокняжеский престол Василием Дмитриевичем временно покинул Москву и отъехал в новгородский Торжок.
В 1401 году Иван Владимирович женился на рязанской княжне Василисе, дочери князя Федора Ольговича, внучке Олега Рязанского и Дмитрия Донского.
В 1410 году умер князь Владимир Андреевич. Князь Иван по духовной грамоте отца получил Серпухов, Козельск и Алексин.
Умер 7 октября 1422 года. Похоронен в Архангельском соборе Московского Кремля.

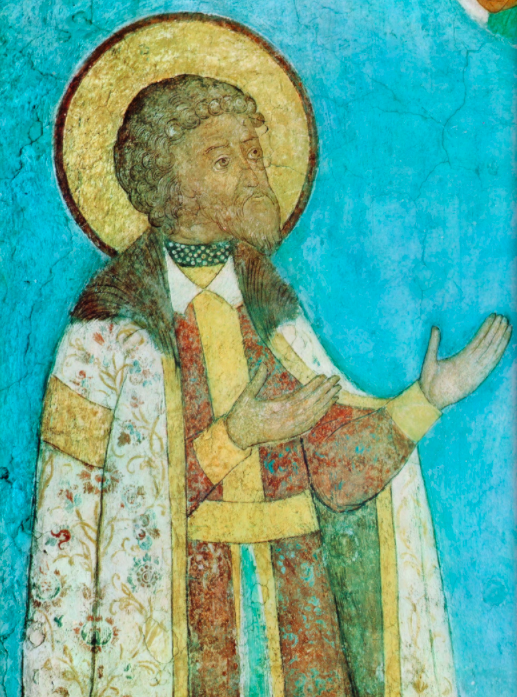
Фреска с изображением князя из Архангельского собора Московского кремля

От брака с Василисой Федоровной оставил дочь Марию. По завещанию Владимира Андреевича уделы его детей получали их вдовы до своей смерти. Затем уделы переходили к их сыновьям, а если таковых не было, то к дочерям. Дядья должны были выдать племянницу замуж, после чего могли разделить ее удел между собой. Когда и за кого Мария Ивановна вышла замуж неизвестно. Она упомянута в духовной грамоте своей бабки Елены Ольгердовны, от которой получала село Вороновское под Дмитровом.